# Måns-Olasberg
Måns-Olasberg är ett naturreservat i Torsby kommun i Värmlands län.
Området är naturskyddat sedan 2004 och är 73 hektar stort. Reservatet omfattar branter mot öst. Reservatet består av barrskog med inslag av lövträd. 